# 15-та авіапольова дивізія (Третій Рейх)
15-та авіапольова дивізія (Третій Рейх) (нім. Luftwaffen Feld Division 15) — піхотна дивізія Вермахту зі складу військово-повітряних сил, що діяла як звичайна піхота за часів Другої світової війни.

## Історія
15-та авіапольова дивізія сформована у листопаді 1942 року на півдні Росії у місті Сальськ за рахунок особового складу 4-го повітряного флоту та передана в підпорядкування групи армій «Дон». Після боїв зими 1942—1943 у березні 1943 року дивізія була поповнена персоналом зі складу розформованих на той час 7-ї та 8-ї авіапольових дивізій.
На початку листопада 1943 року через великі втрати у боях за Таганрог її не передавали, як решту авіапольових дивізій Люфтфаффе до складу Сухопутних військ вермахту, а повністю розформували. Особовий склад та техніка пішли на поповнення 336-ї піхотної дивізії.

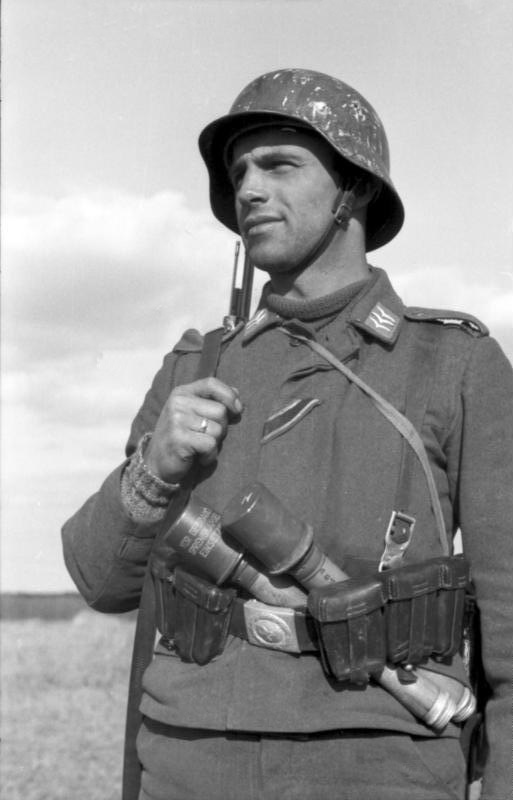
Німецький обер-єфрейтор авіапольової дивізії.

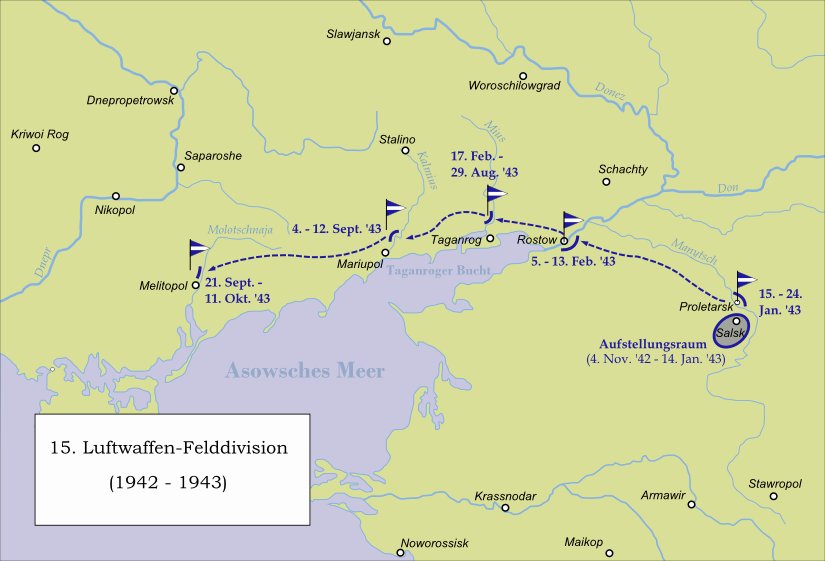
Карта бойового шляху 15-ї авіапольової дивізії

## Райони бойових дій
- СРСР (південний напрямок) (листопад 1942 — листопад 1943).

## Командування

### Командири
- генерал авіації Альфред Манке (нім. Alfred Mahnke) (1 листопада 1942 — 1 січня 1943);
- оберст Генріх Конраді (нім. Heinrich Conrady) (1 січня — ? січня 1943);
- оберст Ебергард Девальд (нім. Eberhard Dewald) (? січня — 14 лютого 1943);
- генерал-лейтенант Віллібальд Шпанг (нім. Willibald Spang) (14 лютого — 1 листопада 1943).

### Підпорядкованість
| Час       | Корпус                | Армія                     | Група армій (округ)   | Штаб     |
| --------- | --------------------- | ------------------------- | --------------------- | -------- |
| 1942      |                       |                           |                       |          |
| 1 грудня  | Армійська група «Гот» | 4 ТА                      | Група армій «Дон»     | Сальськ  |
| 1943      |                       |                           |                       |          |
| 1 лютого  | —                     | 4 ТА                      | Група армій «Дон»     | Таганрог |
| 1 березня | XXIX-й ак             | Армійська група «Голлідт» | Група армій «Південь» | Міус     |
| 1 квітня  | XXIX-й ак             | 6 А                       | Група армій «Південь» | Міус     |
| 8 жовтня  | XXXXIV-й ак           | 6 А                       | Група армій «A»       | Молочна  |

### Склад
| Травень 1943                    |
| ------------------------------- |
| 29-й єгерський полк (Люфтваффе) |
| 30-й єгерський полк (Люфтваффе) |
| 15-й артилерійський полк        |
| 15-й протитанковий батальйон    |
| батальйон зв'язку               |
| дивізійне управління постачання |